# Фіттонія
Фіттонія (Fittonia albivenis) вид квіткових рослин, що належить до родини Acanthaceae, в природі зустрічається в вологих лісах Колумбії, Перу, Болівії, Еквадору та північної Бразилії. Фіттонія - травяниста рослина, відома як декоративна завдяки її зеленим або червоним листкам з контрастного кольору жилками (за це її називають "мозаїчною рослиною"). 
В місцевостях, де температура повітря може бути нижчою за |10|C, її вирощують лише в умовах закритого ґрунту. Популярна кімнатна рослина.

## Етимологія
Родова назва походить від прізвища сестер Елізабет та Сари-Мері Фіттон, котрі були авторками книги "Conversations on Botany" (1817, Лондон) та низки інших книг.   . Видова назва походить в від лат. albus — «білий» та лат. vena — «жилка».